# Ортополюс

Ортополюс H системы, состоящей из треугольника ABC и прямой линии ℓ (она изображена в виде прямой A ′ C ′)

Ортополюс системы, состоящей из треугольника ABC и прямой линии ℓ (на рис. справа этой прямой ℓ соответствует прямая A ′ C ′) в данной плоскости, является точкой, определяемой следующим образом.. Пусть A ′, B ′, C ′ — основания перпендикуляров, проведенных к прямой ℓ из вершин треугольника соответственно A, B, C. Пусть A ′′, B ′′, C ′′ — основания перпендикуляров, проведенных к соответствующим противоположным сторонам A, B, C указанного треугольника или к продолжениям этих сторон. Тогда три прямые линии A ′ A ′′, B ′ B ′′, C ′ C ′′,  пересекутся в одной точке — в ортополюсе H.
Благодаря своим многочисленным свойствам ортополюсы стали предметом серьезного изучения .
Изучались некоторые ключевые понятия — определение линий, имеющих данный ортополюс  и ортополюсные окружности.

## Свойства

### Замечание
Везде ниже в тексте ортополюсу P соответствует ортополюс H на рис. справа, а прямой ℓ ортополюса P на том же рис. соответствует прямая A ′ C ′.

### Ортополюс иортоцентр
- Если проходит через ортоцентр Q треугольника, то точка, расположенная на продолжении отрезка PQ, соединяющего ортополюс с ортоцентром, по другую сторону на расстоянии, равном PQ, лежит на окружности Эйлера этого треугольника.[7]
- Ортоцентр Q треугольника является ортополюсом его сторон относительно самого треугольника.[8]

### Ортополюс какрадикальный центр
- Ортополюс P прямой линии ℓ треугольника является радикальным центром трех окружностей, которые касаются  прямой линии ℓ и имеют центры в вершинах антидополнительного треугольника по отношению к данному треугольнику.[9]

### Ортополюс иописанная окружность
- Если прямая ℓ ортополюса проходит через центр описанной окружности треугольника, то сам ортополюс лежит на окружности Эйлера этого треугольника.[3] [10]
- Из последнего свойства следует, что для данного треугольника геометрическим местом точек - всех ортополюсов P всех прямых ℓ, проходящих  через центр описанной окружности треугольника, является окружность Эйлера этого треугольника.
- Если прямая ℓ ортополюса пересекает описанную окружность треугольника в двух точках P и Q, то сам ортополюс лежит на пересечении двух прямых Симсона двух последних точек P и Q.[11]
- Для данного треугольника геометрическим местом точек - всех ортополюсов P всех прямых ℓ, проходящих  через фиксированную точку, лежащую на описанной окружности треугольника, является прямая (отрезок).

### Ортополюс ипрямая Симсона
- Если ортополюс лежит на прямой Симсона, то его линия ℓ перпендикулярна ей.[3]
- Если прямая ℓ ортополюса  является прямой Симсона точки P, то точка P называется полюсом прямой Симсона ℓ[3]

### Ортополюсыпараллельныхпрямых
- Если прямая ℓ ортополюса перемещается параллельно самой себе, то ее ортополюс смещается вдоль линии, перпендикулярной ℓ, на расстояние, равное перемещению.[3]
- Ортополюсы двух параллельных прямых лежат на общем для них перпендикуляре к двум прямым на расстоянии, равном расстоянию между прямыми.[12]

### Ортополюсы троек вершин четырехугольника
Если задана фиксированная прямая линия ℓ, и выбрана любая из трех вершин четырехугольника, то все ортополюсы данной прямой линии ℓ относительно всех таких треугольников лежат на одной прямой. Эта линия называется ортополярной линией данной линии ℓ относительно четырехугольника.

### Коника (эллипс), порожденная ортополюсами
- Известно (см. [14][15]), что нахождение для данного фиксированного треугольника всех ортополюсов {\displaystyle O_{PQ}} для всех прямых {\displaystyle PQ}, проходящих через неподвижную точку {\displaystyle P}, порождает конику, которая всегда является эллипсом, касательным в 3 точках к дельтоиде Штейнера данного треугольника. Коника вырождается в прямую (отрезок), когда точка {\displaystyle P} находится на описанной окружности треугольника {\displaystyle ABC}. Эта коника обобщает свойство, обсуждаемое в статье [16], согласно которому для точки {\displaystyle P}, совпадающей с центром описанной окружности {\displaystyle O} треугольника, коника становится окружностью Эйлера [17]
- Замечание. В данной статье в параграфе "Ортополюс и описанная окружность" упомянутое выше свойство звучит так:

Если прямая ℓ ортополюса проходит через центр описанной окружности треугольника, то сам ортополюс лежит на окружности Эйлера этого треугольника.

### Точки Фейербаха, как ортополюсы
В англоязычной литературе 4 центра 4 окружностей: 1 вписанной и 3  вневписанных окружностей с центрами соответственно {\displaystyle I,J_{A},J_{B},J_{C}}, касающиеся соответственно 3 разных сторон {\displaystyle a,b,c} треугольника или их продолжений, - называют 4 трехкасательными центрами треугольника (the tritangent centers) . Это замечание важно для следующего утверждения.
Точки Фейербаха треугольника являются ортополюсами данного треугольника, если в качестве прямых ℓ для этих ортополюсов  взяты диаметры описанной окружности, проходящие через соответствующие трехкасательные центры . Последнее утверждение есть следствие утверждения, указанного ниже.
Точка Фейербаха для данной вписанной или вневписанной окружности (трехкасательная окружность - по-английски "a tritangent circle ")  является точкой пересечения 2 прямых Симсона, построенных для концов диаметра описанной окружности, проходящего через соответствующий центр вписанной или вневписанной окружности. Таким образом, точка Фейербаха может быть построена без использования соответствующей вписанной или вневписанной окружности и касающейся ее окружности Эйлера.

### Обобщение
Существование  ортополюса  вытекает из более общей теоремы, так называемой теоремы Штейнера об ортологических треугольниках . 
Теорема Штейнера об ортологичных треугольниках утверждает (см. Теорема Штейнера об ортологических треугольниках), что,
если Δ ABC  ортологичен Δ A'B'C' , то это эквивалентно тому, что Δ A'B'C'  ортологичен Δ ABC.
В случае  ортополюса  проекции вершин треугольника ABC на прямую линию ℓ — точки A' , B' ,
C'  — можно считать вершинами вырожденного треугольника, а параллельные перпендикуляры — пересекающимися в бесконечно удаленной точке.
- Треугольники ортологические — треугольники ABC и A1B1C1, для которых перпендикуляры, опущенные из точек A, B и C на прямые B1C1, C1A1 и A1B1 пересекаются в одной точке. В этом случае и перпендикуляры, опущенные из точек A1, B1 и C1 на прямые BC, CA и AB также пересекаются в одной точке.

## История
Ортополюс был открыт математиком М. Сунсом (M. Soons) в 1886-м году в статье на с. 57 в бельгийском научном журнале по элементарной математике Mathesis (journal), основанным в 1881 году Полем Мансионом (Paul Mansion) и Жозефом Жаном Батистом Нойбергом (Joseph Jean Baptiste Neuberg), а сам термин ортополюс (orthopole) предложен упомянутым Нойбергом в журнале "Mathesis" за 1911-й год на с. 244 согласно источникам,

### Замечание
Данное в самом начале определение ортополюса в книге Ефремова называется теоремой Сунса .